# 東三方ヶ森
東三方ヶ森（ひがしさんぽうがもり）とは、愛媛県今治市、西条市、東温市にある標高1,232.7メートルの山である。高縄半島の南東部に位置し、同半島の最高峰である。

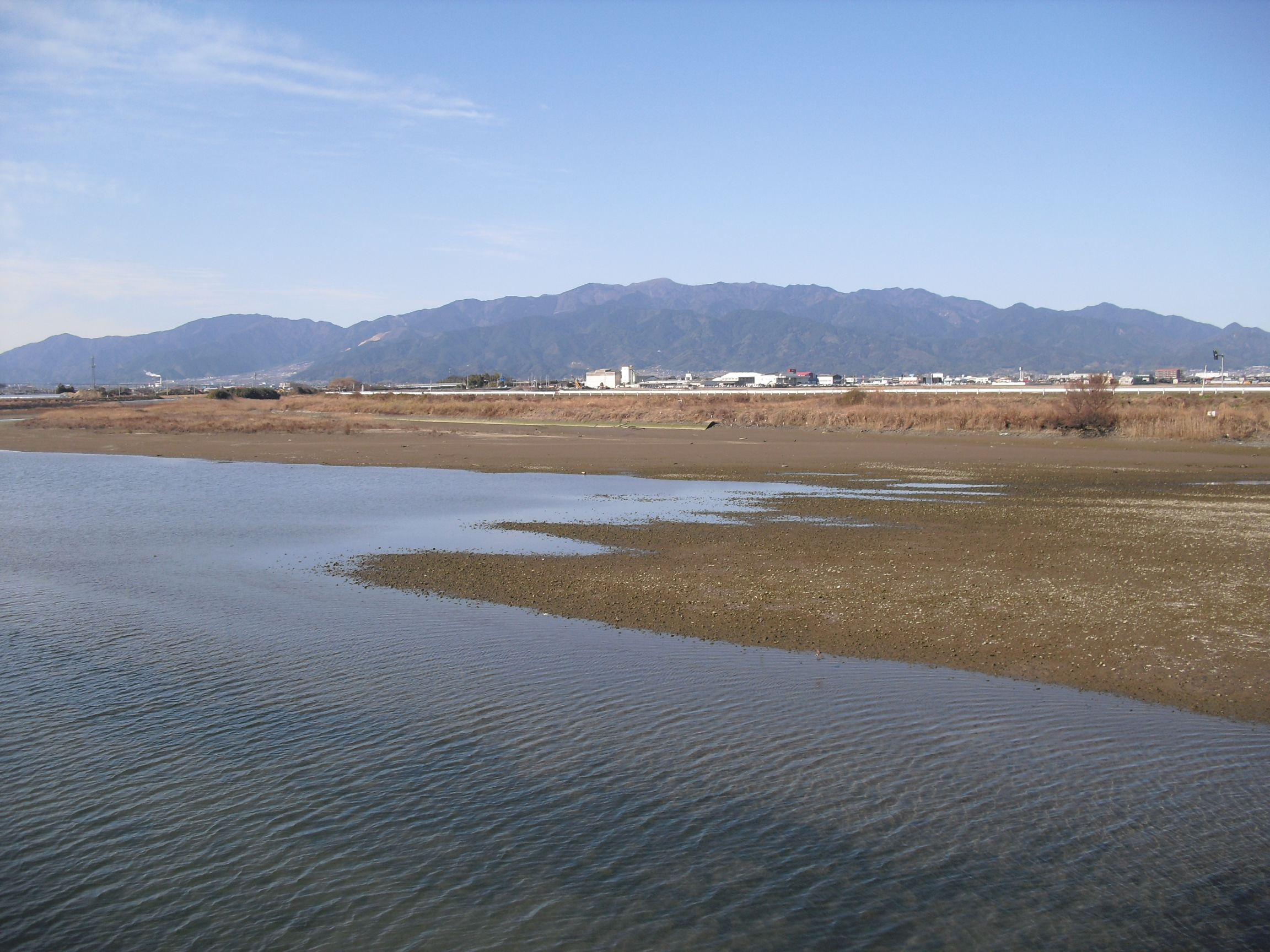
高縄半島の高縄山系を東から望む。手前は西条市の中山川。

## その他
- 1979年10月5日、東三方ヶ森北側で林道の測量業者がバラバラになった飛行機の機体の部品と遺骨の一部を発見。後日、機体は1973年2月11日に行方不明となっていたセスナ機（乗員・乗客3人）であることが確認された[1]。